# 丁万明
丁万明（1964年—），河北丰宁人，满族，中华人民共和国政治人物、第十一届全国人民代表大会河北地区代表。
毕业于河北农业大学果树专业。加入民建。2008年起担任全国人大代表。担任承德市副市长，2012年，改任河北省监察厅副厅长。